# Cristián Díaz
Cristián Omar Díaz (* 3. November 1986 in San Miguel de Tucumán) ist ein argentinischer Fußballspieler. Er wird vorrangig als Mittelstürmer eingesetzt.

## Karriere
Díaz spielte im argentinischen Vereinsfußball zunächst unterklassig bei Club Gimnasia y Esgrima de Concepción del Uruguay und CA Boca Unidos. Im Sommer 2007 wechselte er zu Vasas Budapest nach Ungarn. Anschließend kehrte er im Januar 2008 wieder nach Argentinien zu Central Norte Salta zurück, ehe er im Sommer 2008 zu CSyD La Florida weiterzog. 2009 schloss er sich dem bolivianischen Erstligisten Club San José an. Hier überzeugte er als regelmäßiger Torschütze, der 2010 in der Apertura der Liga de Fútbol Profesional Boliviano Torschützenkönig wurde, auch außerhalb der Landesgrenzen. 
Im Juli 2010 zog es ihn erneut nach Europa. Dieses Mal unterzeichnete er einen Zweijahresvertrag beim polnischen Klub Śląsk Wrocław in der Ekstraklasa. 2012 gewann er mit dem Verein den Meistertitel, zu dem er fünf Saisontore beitrug. In der 2. Qualifikationsrunde der Champions League 2012/13 noch gegen FK Budućnost Podgorica aus Montenegro erfolgreich, schied er mit der Mannschaft trotz eines Torerfolges nach 0:3- bzw. 1:3-Niederlagen gegen den schwedischen Doublegewinner Helsingborgs IF aus und wurde in der Play-off-Runde der UEFA Europa League 2012/13 dem deutschen Klub Hannover 96 als Gegner zugelost.
Im Mai 2013 wurde sein Vertrag in beiderseitigem Einvernehmen vorzeitig aufgelöst.